# Why Don't You
Why Don't You è il primo singolo pubblicato dal disc jockey serbo Gramophonedzie. È stato reso scaricabile il 28 febbraio 2010 per il mercato digitale e distribuito negli store il 1º marzo 2010 nel classico formato CD.
Il brano prevede la base vocale di Peggy Lee nella sua rivisitazione del pezzo del 1936, Why Don't You Do Right?.
Il singolo ha riscontrato un ottimo successo in Regno Unito, piazzandosi alla posizione 12 nella classifica ufficiale e alla prima posizione della UK Dance.

## Tracce
CD single Virgin 5099962736824 (EMI) / EAN 5099962736824
1. Why Don't You (Radio Edit) - 2:50
2. Why Don't You (Bingo players Mix) - 6:13

Digital download Kontor 881226583627 / EAN 0881226583627
1. Why Don't You (Radio Edit) - 2:50
2. Why Don't You (Trevor Loveys Remix) - 5:35
3. Why Don't You (DJ Sneak Remix) - 6:45
4. Why Don't You (GreenMoney's GramoPhountzied Remix) - 4:44
5. Why Don't You (GreenMoney's GramoPhountzied Dub) - 4:50

12" Maxi Positiva 12TIV 294
1. Why Don't You (Original Mix)
2. Why Don't You (Greenmoney Gramophountzied Remix)
3. Why Don't You (Bingo Players Remix)
4. Why Don't You (Trevor Loveys Remix)

## Classifiche
| Classifica (2010)   | Posizione più alta |
| ------------------- | ------------------ |
| Belgio (Fiandre)    | 7                  |
| Paesi Bassi         | 17                 |
| Italia              | 14                 |
| Regno Unito         | 12                 |
| Regno Unito (Dance) | 1                  |
| Svizzera            | 61                 |